# Rincon (okrug Bernalillo, Novi Meksiko)
Rincon je novoformirano naselje u okrugu Bernalillu u američkoj saveznoj državi Novom Meksiku. 
Identifikacijski broj Informacijskog sustava zemljopisnih imena (GNIS-a) tog ureda je 933183.

## Zemljopis
Nalazi se na 35°06′46″N 106°21′38″W / 35.1128235°N 106.3605799°W, u trokutu zemljišta što ga zatvaraju s jugoistoka državnoj cesti Novog Meksika br. 333 i međudržavnoj cesti br. 40 te sa sjeverozapada cesta NM 14. Okružuju ga naselja Cedar Crest, Forest Park, Canoncito, Sierra Vista Estates i Gutierrez Canyon-Milne Open Space, El Refugio, El Tablazon i Zamora. U blizini su nacionalna šuma Cibola - Sandia Ranger District (jug), Divljinsko područje Sandijskog gorja, Carlito Springs Open Space, Canyon Estates i najveće naselje u blizini Tijeras.
U naselju su stambeni blokovi. Smješten je u rinconu.